# Inughuit
 (juin 2021).
Si vous disposez d'ouvrages ou d'articles de référence ou si vous connaissez des sites web de qualité traitant du thème abordé ici, merci de compléter l'article en donnant les références utiles à sa vérifiabilité et en les liant à la section « Notes et références ».
 (juin 2021).
La mise en forme du texte ne suit pas les recommandations de Wikipédia : il faut le « wikifier ».
Les points d'amélioration suivants sont les cas les plus fréquents. Le détail des points à revoir est peut-être précisé sur la page de discussion.
- Les titres sont pré-formatés par le logiciel. Ils ne sont ni en capitales, ni en gras.
- Le texte ne doit pas être écrit en capitales (les noms de famille non plus), ni en gras, ni en italique, ni en « petit »…
- Le gras n'est utilisé que pour surligner le titre de l'article dans l'introduction, une seule fois.
- L'italique est rarement utilisé : mots en langue étrangère, titres d'œuvres, noms de bateaux, etc.
- Les citations ne sont pas en italique mais en corps de texte normal. Elles sont entourées par des guillemets français : « et ».
- Les listes à puces sont à éviter, des paragraphes rédigés étant largement préférés. Les tableaux sont à réserver à la présentation de données structurées (résultats, etc.).
- Les appels de note de bas de page (petits chiffres en exposant, introduits par l'outil «  Source ») sont à placer entre la fin de phrase et le point final[comme ça].
- Les liens internes (vers d'autres articles de Wikipédia) sont à choisir avec parcimonie. Créez des liens vers des articles approfondissant le sujet. Les termes génériques sans rapport avec le sujet sont à éviter, ainsi que les répétitions de liens vers un même terme.
- Les liens externes sont à placer uniquement dans une section « Liens externes », à la fin de l'article. Ces liens sont à choisir avec parcimonie suivant les règles définies. Si un lien sert de source à l'article, son insertion dans le texte est à faire par les notes de bas de page.
- La présentation des références doit suivre les conventions bibliographiques. Il est recommandé d'utiliser les modèles {{Ouvrage}}, {{Chapitre}}, {{Article}}, {{Lien web}} et/ou {{Bibliographie}}. Le mode d'édition visuel peut mettre en forme automatiquement les références.
- Insérer une infobox (cadre d'informations à droite) n'est pas obligatoire pour parachever la mise en page.

Pour une aide détaillée, merci de consulter Aide:Wikification.
Si vous pensez que ces points ont été résolus, vous pouvez retirer ce bandeau et améliorer la mise en forme d'un autre article.

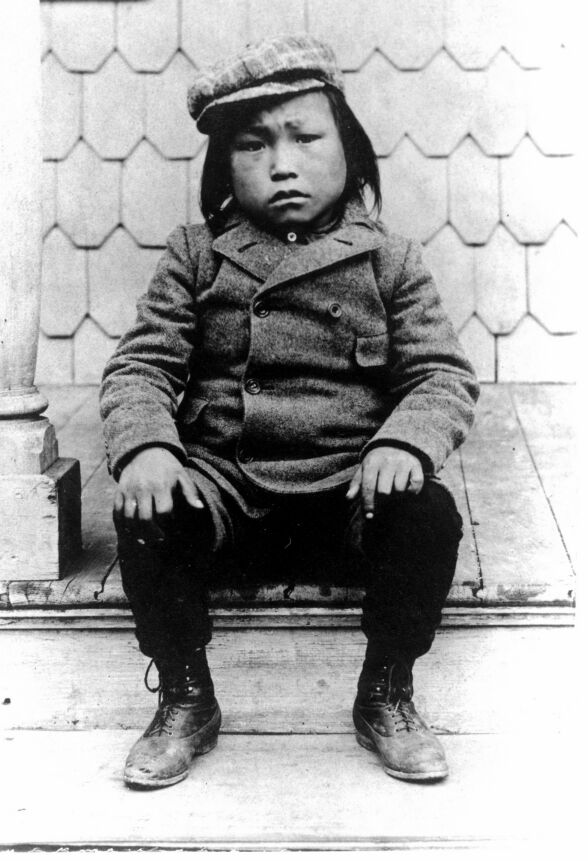
Minik Wallace, un garçon inughuaq, à New York, 1897

Les Inughuit (également orthographié Inuhuit), ou les Inuits du détroit de Smith, historiquement les Highlanders de l'Arctique, sont des Inuits du Groenland. Anciennement connus sous le nom d'« Esquimaux polaires », ils constituent le groupe d'Inuits le plus septentrional et le peuple le plus septentrional d'Amérique du Nord, vivant au Groenland. Les Inughuit représentent environ 1 % de la population du Groenland.

## Langue
Les Inughuit parlent l'inuktun, également connu sous le nom de groenlandais du Nord, d'inuit de Thulé ou d'esquimau polaire[réf. nécessaire]. C'est un dialecte de l'inuktitut, une langue esquimaude-aléoute liée à la langue groenlandaise parlée ailleurs au Groenland. En kalaallisut, le dialecte officiel du groenlandais, l'inuktun est appelé avanersuarmiutut.

## Population
Avant 1880, leur population était estimée entre 100 et 200 personnes. De 1880 à 1930, ils étaient estimés à 250. En 1980, leur population estimée était de 700,  et elle est passée à 800 en 2010.

## Histoire

### Histoire ancienne
On pense que les Inughuit descendent du peuple de Thulé qui s'est répandu dans l'Arctique nord-américain vers le XIe siècle. Ils utilisaient et échangeaient du fer provenant de météorites telles que la météorite de Cape York. La première colonie thuléenne découverte se trouve dans l'actuelle Uummannaq. Il y avait aussi de nombreux contacts avec d'autres peuples inuits de différentes régions. Vers le XVIIe siècle, le changement climatique a refroidi les régions du nord-ouest du Groenland, ce qui a coupé les Inughuit des autres Inuits et régions.
C'est à cette époque que les Inughuit ont développé leur langue, leur culture et leur mode de vie, qui diffèrent considérablement des autres peuples inuits. Vers cette période les Inughuit ont également perdu la capacité et les compétences nécessaires pour construire des kayaks ou des umiaks, ce qui a inévitablement restreint davantage les déplacements et les contacts avec d'autres communautés.

### Histoire moderne
Les Inughuit ont été contactés pour la première fois par les Européens en 1818, lorsque John Ross a mené une expédition sur leur territoire. Ross les a surnommés « Arctic Highlanders ». On pense qu'ils ont vécu auparavant dans un isolement total, au point d'ignorer les autres humains, et sont cités comme l'une des seules sociétés non agricoles à vivre sans querelles armées ou guerres, un état qui s'est poursuivi après le contact. Le Danois Erik Holtved a été le premier ethnologue de formation universitaire à étudier les Inughuit.
Au milieu du XIXe siècle, les Inuits de Baffin ont visité et vécu avec les Inughuit. Les Inuits de Baffin ont réintroduit certaines technologies perdues pour les Inughuit, telles que les bateaux, les harpons et les arcs et les flèches. Les Inughuit, de leur côté, ont enseigné aux Inuits de Baffin une forme plus avancée de la technologie des traîneaux. Explorateurs américains et européens au XIXe et au début du XXe siècle ont eu des contacts étendus avec les Inughuit. Les explorateurs Robert Peary et Frederick Cook avaient tous deux des Inughuit dans leurs équipes comme guides. Cependant, des contacts plus soutenus avec des étrangers ont changé de nombreux aspects de la vie des Inughuit en créant une dépendance à l'égard des marchandises commerciales et en introduisant de nouvelles maladies contre lesquelles les Inughuit n'avaient aucune immunité.
L'anthropologue et explorateur groenlandais Knud Rasmussen a établi un poste de traite à Uummannaq en 1910. Il a également travaillé à la modernisation de la société inughuit en créant un conseil des chasseurs pour les Inughuit en 1927. C'est à cette époque que des missionnaires chrétiens arrivent dans la région pour évangéliser. En raison de l'isolement relatif des Inughuit, ils sont restés absents du nationalisme croissant des Inuits du Groenland et du processus de construction de la nation qui a balayé les Inuits de l'ouest et du sud du Groenland. L'ère de la guerre froide qui suivi eu des effets substantiels sur les Inughuit. Dans les années 1950, les États-Unis ont établi la base aérienne de Thulé près d'Uummannaq. Cela a obligé de nombreux Inughuit à parcourir plus de 116km au nord vers Qaanaaq, ce qui s'est avéré désastreux pour la vie culturelle et sociale des Inughuit.

## Habitat
Les Inughuit vivent au nord du cercle polaire arctique sur la côte ouest du Groenland, entre 75°-80° N et 58°-74° W. L'endroit le plus au nord était le village d'Etah (à 78° 19' N), mais il a été abandonné en raison des conditions extrêmement difficiles qui y règnent. Le lieu d'habitation le plus au nord est désormais Hiurapaluk.
Pituffik, également connu sous le nom de « Dundas » ou « Thulé » pour les Européens, était la principale colonie des Inughuit jusqu'en 1953, date à laquelle il a été déplacé par la base aérienne américaine de Thulé, avec ses résidents transférés à Qaanaaq. Fondée en 1953, Qaanaaq est la plus grande colonie inughuit.